# Mitterberg (ort)
Mitterberg är en ort i kommunen Mitterberg-Sankt Martin i distriktet Liezen i förbundslandet Steiermark i Österrike.  Mitterberg var tidigare en självständig kommun, men slogs den 1 januari 2015 samman med kommunen Sankt Martin am Grimming och bildade kommunen Mitterberg-Sankt Martin.
Kommunen bestod av sex orter (Ortschaften) (inom parentes invånarantal 31 oktober 2011)):
- Gersdorf (417)
- Mitterberg (582)
- Salza (22)
- Strimitzen (53)
- Tipschern (43)
- Unterlengdorf (54)

Kommunens indelning i orter förändrades 2021 varför invånarantal på ortsnivå inte är jämförbara mellan 2011 och nuvarande antal. 